# Riskykidd
Riskykidd, est un rappeur grec.
Le 11 mars 2014, il gagne la finale nationale grecque, "Eurosong 2014 - a MAD show", et est choisi avec le groupe Freaky Fortune pour représenter la Grèce au Concours Eurovision de la chanson 2014 à Copenhague, au Danemark avec la chanson Rise up (Lève-toi).